# 로드의 수상 및 후보 목록
로드(1996년 11월 7일 ~ )는 뉴질랜드의 가수이자 송라이터이다. 2013년에 데뷔 음반으로 익스텐디드 플레이 형식인 《The Love Club EP》와 첫 정규 음반인 《Pure Heroine》을 발매하였다. 로드는 전자로 뉴질랜드 뮤직 어워드를 수상했으며, 후자로 테이트음악상을 받았다. 첫 싱글이었던 "Royals"는 2013년부터 2014년까지 APRA 어워드, 빌보드 뮤직 어워드와 뉴질랜드 뮤직 어워드에서 상을 받았으며, 다수의 시상식에 후보로 지명되었다. 그리고 56회 그래미 어워드에서 그래미 어워드 최우수 팝 솔로 퍼포먼스와 그래미 어워드 올해의 노래를 수상하였다.
타임은 로드를 2013년과 2014년 세계에서 가장 영향력 있는 청소년 중 한 명으로 선정하였으며, 포브스도 2014년 "30 언더 30"(30세 이하의 유명인 30명을 선정하는 것)에 포함시켰다. 이때 로드는 선정된 사람 중 가장 어린 나이였다. 이윽고 로드는 헝거 게임: 모킹제이의 사운드트랙에 참여했으며, "Yellow Flicker Beat"가 싱글로 나온다. 2015년 "Yellow Flicker Beat"는 72회 골든 글로브상 최우수 원곡상과 20회 크리틱스 초이스 영화상 최고의 노래상에 노미네이트되었다. 로드의 두 번째 정규 음반 《Melodrama》는 60회 그래미 어워드에 올해의 앨범상 후보에 이름을 올렸다. 종합적으로, 2018년 7월까지 로드는 42개의 상을 받았으며, 82번의 후보 지명이 있었다.

## 아메리칸 뮤직 어워드
아메리칸 뮤직 어워드(AMAs)는 미국에서 매년 열리는 음악 시상식으로, 1973년 딕 클라크가 만들었다. AMAs는 대중과 음악을 듣는 사람들의 여론조사에 의해 수상을 결정하며, 로드는 총 4번 후보로 지명되었다.
| 연도 | 후보         | 시상 부문                    | 결과 | 출처   |
| ---- | ------------ | ---------------------------- | ---- | ------ |
| 2014 | 로드         | 페이보릿 팝/록 여성 아티스트 | 후보 | [ 11 ] |
| 2014 | 로드         | 페이보릿 얼터너티브 아티스트 | 후보 | [ 11 ] |
| 2014 | Pure Heroine | 페이보릿 팝/록 앨범          | 후보 | [ 11 ] |

## APRA 어워드

### 오스트레일리안 APRA 어워드
오스트레일리안 APRA 어워드는 호주 음악 저작권 관리 단체(APRA AMCOS)에서 매년 개최하는 시상식으로, 뛰어난 음악가와 작곡, 작사가를 기리기 위해 만들어졌다. 로드는 한 번 수상하였다.
| 연도 | 후보 | 수상 부문                               | 결과 | 출     |
| ---- | ---- | --------------------------------------- | ---- | ------ |
| 2014 | 로드 | 아웃스탠딩 인터내셔널 어치브먼트 어워드 | 수상 | [ 13 ] |

### APRA 실버 스크롤 어워드
뉴질랜드 APRA 어워드는 APRA AMCOS에서 최고의 작곡가와 작사가를 기리기 위해 개최하는 시상식이다. 로드는 5번 지명돼 4번 수상하였다.
| 연도 | 후보                  | 수상 부문                        | 결과 | 출     |
| ---- | --------------------- | -------------------------------- | ---- | ------ |
| 2013 | "Royals"              | 실버 스크롤 어워드               | 수상 | [ 15 ] |
| 2014 | "Royals"              | 모스트 퍼포머드 워크 오버시스    | 수상 | [ 16 ] |
| 2014 | "Team"                | 모스트 퍼포머드 워크 인 뉴질랜드 | 수상 | [ 16 ] |
| 2015 | "Yellow Flicker Beat" | 실버 스크롤 어워드               | 후보 | [ 17 ] |
| 2017 | "Green Light"         | 실버 스크롤 어워드               | 수상 | [ 18 ] |

## ARIA 뮤직 어워드
ARIA 뮤직 어워드는 오스트레일리아 음반 산업 협회에서 매년 개최하는 시상식으로 호주 음악의 모든 장르에서 두각을 나타낸 음악가에게 상을 수여한다. 로드는 2번 노미네이트되었다.
| 연도 | 후보         | 수상 부문                  | 결과 | 출.    |
| ---- | ------------ | -------------------------- | ---- | ------ |
| 2014 | Pure Heroine | 베스트 인터내셔널 아티스트 | 후보 | [ 19 ] |
| 2017 | Melodrama    | 베스트 인터내셔널 아티스트 | 후보 | [ 20 ] |

## ASCAP 팝 어워드
ASCAP 팝 뮤직 어워드는 미국의 ASCAP가 주최하는 시상식이며, 로드는 한 번 수상하였다.
| 연도 | 후보     | 수상 부문          | 결과 | 출.    |
| ---- | -------- | ------------------ | ---- | ------ |
| 2014 | "Royals" | 모스트 퍼포머드 송 | 수상 | [ 21 ] |

## BBC 뮤직 어워드
BBC 뮤직 어워드는 영국방송공사(BBC)에서 개최하는 시상식으로, 총 3번의 후보 지명이 있었다.
| 연도 | 후보     | 수상 부문                  | 결과 | 출.    |
| ---- | -------- | -------------------------- | ---- | ------ |
| 2014 | Lorde    | 베스트 인터내셔널 아티스트 | 후보 | [ 23 ] |
| 2014 | "Royals" | 올해의 노래                | 후보 | [ 23 ] |
| 2017 | Lorde    | 올해의 아티스트            | 후보 | [ 24 ] |

## 빌보드 뮤직 어워드
빌보드 뮤직 어워드는 미국의 잡지사 빌보드에서 주관하는 연례 시상식이다. 로드는 13번의 후보 지명과 2번의 수상 경력이 있다.
| 연도 | 후보         | 수상 부문                  | 결과 | 출.    |
| ---- | ------------ | -------------------------- | ---- | ------ |
| 2014 | Lorde        | 올해의 뉴 아티스트         | 수상 | [ 25 ] |
| 2014 | Lorde        | 탑 피메일 아티스트         | 후보 | [ 25 ] |
| 2014 | Lorde        | 탑 핫 100 아티스트         | 후보 | [ 25 ] |
| 2014 | Lorde        | 탑 디지털 송 아티스트      | 후보 | [ 25 ] |
| 2014 | Lorde        | 탑 라디오 송 아티스트      | 후보 | [ 25 ] |
| 2014 | Lorde        | 탑 록 아티스트             | 후보 | [ 25 ] |
| 2014 | "Royals"     | 탑 핫 100 송               | 후보 | [ 25 ] |
| 2014 | "Royals"     | 탑 디지털 송               | 후보 | [ 25 ] |
| 2014 | "Royals"     | 탑 라디오 송               | 후보 | [ 25 ] |
| 2014 | "Royals"     | Top Streaming Song (Audio) | 후보 | [ 25 ] |
| 2014 | "Royals"     | 탑 록 송                   | 수상 | [ 25 ] |
| 2014 | Pure Heroine | 탑 록 앨범                 | 후보 | [ 25 ] |
| 2015 | Pure Heroine | 탑 록 앨범                 | 후보 | [ 26 ] |
| 2015 | Lorde        | 탑 록 아티스트             | 후보 | [ 26 ] |

## 브릿 어워드
브릿 어워드는 영국 축음기 협회에서 매년 개최하는 팝 뮤직 시상식이다. 로드는 국제 솔로 아티스트 여자 부문에서 2014년과 2018년 모두 수상하였다.
| 연도 | 후보 | 수상 부문                       | 결과 | 출.    |
| ---- | ---- | ------------------------------- | ---- | ------ |
| 2014 | 로드 | 인터내셔널 피메일 솔로 아티스트 | 수상 | [ 27 ] |
| 2018 | 로드 | 인터내셔널 피메일 솔로 아티스트 | 수상 | [ 28 ] |

## 크리틱스 초이스 영화상
크리틱스 초이스 영화상은 방송 영화 비평가 협회에서 주최하는 시상식으로, 로드는 한 번 노미네이트되었다.
| 연도 | 후보                  | 수상 부문 | 결과 | 출.    |
| ---- | --------------------- | --------- | ---- | ------ |
| 2015 | "Yellow Flicker Beat" | 베스트 송 | 후보 | [ 30 ] |

## 에코 어워드
에코 뮤직 어워드는 독일에서 매년 열리는 시상식으로, 로드는 한 번 후보로 지명되었다.
| 연도 | 후보         | 수상 부문                               | 결과 | 출.    |
| ---- | ------------ | --------------------------------------- | ---- | ------ |
| 2014 | Pure Heroine | 베스트 인터내셔널 록/팝 피메일 아티스트 | 후보 | [ 31 ] |

## GAFFA 어워드

### GAFFA 어워드 (스웨덴)
잡지 GAFFA에서 주최하는 스웨덴의 시상식으로, 로드는 한 번 후보로 지명되었다.
| 연도 | 후보    | 수상 부문               | 결과 | 출.    |
| ---- | ------- | ----------------------- | ---- | ------ |
| 2018 | Herself | 베스트 포레인 솔로 액트 | 후보 | [ 32 ] |

## 글래머 어워드
글래머 어워드는 잡지 글래머에서 개최하는 시상식으로, 로드는 한 번 노미네이트된 경력이 있다.
| 연도 | 후보         | 수상 부문           | 결과 | 출.    |
| ---- | ------------ | ------------------- | ---- | ------ |
| 2014 | Pure Heroine | 넥스트 브레이크스루 | 후보 | [ 33 ] |

## 골든 글로브 어워드
골든 글로브상은 1944년 할리우드 외신 기자 협회에서 만든 시상식으로, 매년 텔레비전과 영화에서 두각을 나타낸 사람, 작품에게 상을 수여한다. 로드는 한 번 노미네이트되었다.
| 연도 | 후보                  | 수상 부문       | 결과 | 출.    |
| ---- | --------------------- | --------------- | ---- | ------ |
| 2015 | "Yellow Flicker Beat" | 최우수 주제가상 | 후보 | [ 35 ] |

## 그래미 어워드
그래미 어워드는 미국 리코딩 산업 예술 협회에서 매년 개최하는 시상식으로, 로드는 세 번의 노미네이트와 두 번의 수상 경력을 가지고 있다.
| 연도 | 후보         | 수상 부문               | 결과 | 출.    |
| ---- | ------------ | ----------------------- | ---- | ------ |
| 2014 | "Royals"     | 올해의 노래             | 후보 | [ 36 ] |
| 2014 | "Royals"     | 올해의 노래             | 수상 | [ 36 ] |
| 2014 | "Royals"     | 베스트 팝 솔로 퍼포먼스 | 수상 | [ 36 ] |
| 2014 | Pure Heroine | 베스트 팝 보컬 앨범     | 후보 | [ 36 ] |
| 2018 | Melodrama    | 올해의 음반             | 후보 | [ 37 ] |

## 아이하트라디오 뮤직 어워드
아이하트라디오 뮤직 어워드는 아이하트라디오에서 주최하는 시상식으로, 로드는 한 번 수상하였다.
| 연도 | 후보                | 수상 부문                 | 결과 | 출.    |
| ---- | ------------------- | ------------------------- | ---- | ------ |
| 2014 | Lorde               | 베스트 뉴 아티스트        | 수상 | [ 38 ] |
| 2014 | "Royals"            | 올해의 얼터너티브 록 노래 | 후보 | [ 38 ] |
| 2018 | "Homemade Dynamite" | 베스트 리믹스             | 후보 | [ 39 ] |

## 인터내셔널 댄스 뮤직 어워드
1985년 만들어진 인터내셔널 댄스 뮤직 어워드는 음악 축제 윈터 뮤직 컨퍼런스의 일환이다. 로드는 총 두 번 노미네이트되었다.
| 연도 | 후보     | 수상 부문                           | 결과 | 출.    |
| ---- | -------- | ----------------------------------- | ---- | ------ |
| 2014 | 로드     | 베스트 브레이크스루 아티스트 (솔로) | 후보 | [ 41 ] |
| 2014 | "Royals" | 베스트 커머셜 / 팝 댄스 트랙        | 후보 | [ 41 ] |

## MPG 어워드
MPG 어워드는 뮤직 프로듀서 길드 주최의 시상식이다.
| 연도 | 후보  | 수상 부문                  | 결과 | 출.    |
| ---- | ----- | -------------------------- | ---- | ------ |
| 2018 | Lorde | 올해의 인터내셔널 프로듀서 | 후보 | [ 42 ] |

## MTV 어워드

### MTV 유럽 뮤직 어워드
| 연도 | 후보 | 수상 부문             | 결과 | 출.    |
| ---- | ---- | --------------------- | ---- | ------ |
| 2013 | 로드 | 베스트 뉴질랜드 액트  | 수상 | [ 43 ] |
| 2013 | 로드 | 아티스트 온 더 라이즈 | 후보 | [ 44 ] |
| 2014 | 로드 | 베스트 푸시 액트      | 후보 | [ 45 ] |
| 2014 | 로드 | 베스트 뉴질랜드 액트  | 수상 | [ 45 ] |
| 2014 | 로드 | 베스트 얼터너티브     | 후보 | [ 45 ] |
| 2015 | 로드 | 베스트 얼터너티브     | 후보 | [ 46 ] |
| 2017 | 로드 | 베스트 얼터너티브     | 후보 | [ 47 ] |
| 2017 | 로드 | 베스트 뉴질랜드 액트  | 후보 | [ 47 ] |

### MTV 밀레니얼 어워드
| 연도 | 후보          | 수상 부문                    | 결과 | 출.    |
| ---- | ------------- | ---------------------------- | ---- | ------ |
| 2017 | "Green Light" | 인터내셔널 히트 오브 더 이어 | 후보 | [ 48 ] |

### MTV 뮤직 비디오 어워드
| 연도 | 후보          | 수상 부문            | 결과 | 출.    |
| ---- | ------------- | -------------------- | ---- | ------ |
| 2014 | "Royals"      | 베스트 피메일 비디오 | 후보 | [ 49 ] |
| 2014 | "Royals"      | 베스트 록 비디오     | 수상 | [ 49 ] |
| 2017 | Lorde         | 올해의 노래          | 후보 | [ 50 ] |
| 2017 | "Green Light" | 베스트 에디팅        | 후보 | [ 50 ] |

### MTV 비디오 뮤직 어워드 재팬
| 연도 | 후보     | 수상 부문                 | 결과 | 출.    |
| ---- | -------- | ------------------------- | ---- | ------ |
| 2014 | "Royals" | 베스트 뉴 아티스트 비디오 | 후보 | [ 51 ] |

## Myx 뮤직 어워드
Myx 뮤직 어워드는 필리핀의 채널 Myx에서 수상하는 시상식으로, 로드는 한 번 후보로 지명됐다.
| 연도 | 후보     | 수상 부문                | 결과 | 출.    |
| ---- | -------- | ------------------------ | ---- | ------ |
| 2014 | "Royals" | 베스트 인터내셔널 비디오 | 후보 | [ 52 ] |

## 머치 뮤직 비디오 어워드
머치뮤직 비디오 어워즈는 머치뮤직에서 개최하는 캐나다의 연례 시상시이다. 로드는 2번의 수상을 하였다.
| 연도 | 후보     | 수상 부문                                     | 결과 | 출.    |
| ---- | -------- | --------------------------------------------- | ---- | ------ |
| 2014 | 로드     | 페이보릿 인터내셔널 아티스트/그룹             | 후보 | [ 53 ] |
| 2014 | "Royals" | 베스트 인터내셔널 아티스트 비디오             | 수상 | [ 53 ] |
| 2017 | Lorde    | 모스트 버즈워디 인터내셔널 아티스트 오어 그룹 | 후보 | [ 54 ] |
| 2017 | Lorde    | 인터내셔널 아티스트 오브 더 이어              | 수상 | [ 54 ] |
| 2017 | Lorde    | 팬 페이브 인터내셔널 아티스트 오어 그룹       | 후보 | [ 54 ] |

## 뉴질랜드 뮤직 어워드
뉴질랜드 뮤직 어워드는 뉴질랜드 출신의 음악가들에게 매년 리코디드 뮤직 NZ가 수여하는 상으로, 로는 22번 후보 지명에 18번 수상 기록을 가지고 있다.
| 연도 | 후보                  | 수상 부문                          | 결과 | 출.    |
| ---- | --------------------- | ---------------------------------- | ---- | ------ |
| 2013 | "Royals"              | 올해의 싱글                        | 수상 | [ 55 ] |
| 2013 | The Love Club EP      | 브레이크스루 아티스트 오브 더 이어 | 수상 | [ 55 ] |
| 2013 | Lorde                 | 피플스 초이스 어워드               | 수상 | [ 55 ] |
| 2013 | Lorde                 | [인터내셔널 어치브먼트 어워드      | 수상 | [ 55 ] |
| 2014 | "Team"                | 올해의 싱글                        | 수상 | [ 56 ] |
| 2014 | "Royals"              | 가장 많이 팔린 뉴질랜드 싱글       | 수상 | [ 56 ] |
| 2014 | Pure Heroine          | 올해의 앨범                        | 수상 | [ 56 ] |
| 2014 | Pure Heroine          | 베스트 피메일 솔로 아티스트        | 수상 | [ 56 ] |
| 2014 | Pure Heroine          | 베스트 팝 앨범                     | 수상 | [ 56 ] |
| 2014 | Lorde                 | 피플스 초이스 어워드               | 후보 | [ 56 ] |
| 2014 | Lorde                 | 인터내셔널 어치브먼트 어워드       | 수상 | [ 56 ] |
| 2015 | "Yellow Flicker Beat" | 올해의 싱글                        | 수상 | [ 57 ] |
| 2015 | "Yellow Flicker Beat" | 가장 많이 팔린 뉴질랜드 싱글       | 후보 | [ 57 ] |
| 2015 | "Yellow Flicker Beat" | 올해의 라디오 에어플레이 레코드    | 후보 | [ 57 ] |
| 2015 | Pure Heroine          | 가장 많이 팔린 뉴질랜드 앨범       | 후보 | [ 57 ] |
| 2015 | Lorde                 | 인터내셔널 어치브먼트 어워드       | 수상 | [ 57 ] |
| 2017 | Melodrama             | 올해의 음반                        | 수상 | [ 58 ] |
| 2017 | "Green Light"         | 올해의 싱글                        | 수상 | [ 58 ] |
| 2017 | Lorde                 | 베스트 솔로 아티스트               | 수상 | [ 58 ] |
| 2017 | Lorde                 | 베스트 팝 아티스트                 | 수상 | [ 58 ] |
| 2017 | Lorde                 | 피플스 초이스 어워드               | 수상 | [ 58 ] |
| 2017 | Lorde                 | 인터내셔널 어치브먼트 어워드       | 수상 | [ 58 ] |

## 뉴질랜드 라디오 어워드
뉴질랜드 라디오 어워드는 뉴질랜드의 상업 및 비상업적 라디오 방송에 뛰어난 자취를 남긴 사람에게 수여하는 시상식이다. 로드는 한 번 수상하였다.
| 연도 | 후보                  | 수상 부문     | 결과 | 출.    |
| ---- | --------------------- | ------------- | ---- | ------ |
| 2018 | Lorde: The Babysitter | 베스트 비디오 | 수상 | [ 60 ] |

## 니켈로디언 오스트레일리안 키즈 초이스 어워드
니켈로디언에서 개최하는 니켈로디언 오스트레일리안 키즈 초이스 어워드에서 로드는 2번 후보로 지명되었다.
| 연도 | 후보  | 수상 부문                    | 결과 | 출.           |
| ---- | ----- | ---------------------------- | ---- | ------------- |
| 2014 | Lorde | 핫 뉴 탤런트                 | 후보 | [ 61 ] [ 62 ] |
| 2015 | Lorde | 페이보릿 어시/키위 뮤직 액트 | 후보 | [ 63 ]        |

## NME 어워드
NME 어워드는 뉴 뮤지컬 익스프레스(NME)가 영국에서 개최하는 시상식으로, 로드는 5번 후보로 지명됐으며, 한 번 수상하였다.
| 연도 | 후보          | 수상 부문                       | 결과 | 출.    |
| ---- | ------------- | ------------------------------- | ---- | ------ |
| 2014 | Lorde         | 베스트 솔로 아티스트            | 후보 | [ 64 ] |
| 2018 | Lorde         | 베스트 인터내셔널 솔로 아티스트 | 수상 | [ 65 ] |
| 2018 | Lorde         | 베스트 라이브 아티스트          | 후보 | [ 65 ] |
| 2018 | Melodrama     | 베스트 앨범                     | 후보 | [ 65 ] |
| 2018 | "Green Light" | 베스트 트랙                     | 후보 | [ 65 ] |

## 피플스 초이스상
피플스 초이스상은 프록터 앤드 갬블이 주최하는 시상식으로, 대중이 투표하며 매년 대중문화를 이끈 사람과 작품에게 상을 준다. 로드는 한 번 후보로 노미네이트됐다.
| 연도 | 후보 | 수상 부문                    | 결과 | 출.    |
| ---- | ---- | ---------------------------- | ---- | ------ |
| 2014 | 로드 | 페이보릿 브레이아웃 아티스트 | 후보 | [ 66 ] |

## 프레미오스 40 프린시팔레스
2006년 스페인에서 시작된 시상식으로, 로드는 한 번 후보로 지명됐다.
| 연도 | 후보  | 수상 부문                     | 결과 | 출.    |
| ---- | ----- | ----------------------------- | ---- | ------ |
| 2014 | Lorde | 베스트 인터내셔널 뉴 아티스트 | 후보 | [ 67 ] |

## Q 어워드
Q에서 매년 개최하는 Q 어워드는 영국에서 열리며, 로드는 총 3번 후보로 지명됐다.
| 연도 | 후보          | 수상 부문          | 결과 | 출.    |
| ---- | ------------- | ------------------ | ---- | ------ |
| 2014 | "Royals"      | 베스트 트랙        | 후보 | [ 68 ] |
| 2017 | Lorde         | 베스트 라이브 액트 | 후보 | [ 69 ] |
| 2017 | “Green Light” | 베스트 트랙        | 후보 | [ 69 ] |

## 테이트 뮤직 프라이즈
테이트 뮤직 프라이즈는 인디펜던트 뮤직 뉴질랜드에서 매년 개최하는 뉴질랜드의 음악 시상식이다. 로드는 2014년 이 상을 수상했고, 다른 후보들에게 1만 달러의 상금을 나누어주었다.
| 연도 | 후보         | 수상 부문            | 결과 | 출.    |
| ---- | ------------ | -------------------- | ---- | ------ |
| 2014 | Pure Heroine | 테이트 뮤직 프라이즈 | 수상 | [ 70 ] |

## 틴 초이스 어워드
틴 초이스 어워드는 폭스 방송에서 개최하는 시상식이다. 로드는 총 4번 후보로 노미네이트됐다.
| 연도 | 후보          | 수상 부문                       | 결과 | 출     |
| ---- | ------------- | ------------------------------- | ---- | ------ |
| 2014 | 로드          | 초이스 피메일 아티스트          | 후보 | [ 71 ] |
| 2014 | "Team"        | 초이스 싱글 여성 부문           | 후보 | [ 71 ] |
| 2017 | "Green Light" | 초이스 뮤직: 록/얼터너티브 부문 | 후보 | [ 72 ] |
| 2017 | 로드          | 초이스 섬머 피메일 아티스트     | 후보 | [ 72 ] |

## UK 뮤직 비디오 어워드
UK 뮤직 비디오 어워드는 뮤직 비디오의 창의성, 우수성, 혁신성과 음악의 이미지를 기리기 위해 2008년 설립된 시상식이다. 로드는 총 2번 후보로 지명되었다.
| 연도 | 후보          | 수상 부문               | 결과 |
| ---- | ------------- | ----------------------- | ---- |
| 2016 | "Magnets"     | 베스트 댄스 비디오 (UK) | 후보 |
| 2017 | "Green Light" | 베스트 팝 비디오        | 후보 |

## 월드 뮤직 어워드
월드 뮤직 어워드는 국제 음반 산업 협회(IFPI)가 많이 팔린 음반을 기리기 위해 마련한 시상식이다. 로드는 총 15번 노미네이트되었다.
| 연도 | 후보             | 수상 부문                      | 결과 | 출     |
| ---- | ---------------- | ------------------------------ | ---- | ------ |
| 2014 | Lorde            | 베스트 피메일 아티스트         | 후보 | [ 74 ] |
| 2014 | Lorde            | 베스트 뉴 아티스트             | 수상 | [ 74 ] |
| 2014 | Lorde            | 베스트 라이브 액트             | 후보 | [ 74 ] |
| 2014 | Lorde            | 올해의 엔턴테이너              | 후보 | [ 74 ] |
| 2014 | Lorde            | 베스트 얼터너티브 액트         | 수상 | [ 74 ] |
| 2014 | Lorde            | 베스트셀링 오스트레일리안 차트 | 수상 | [ 74 ] |
| 2014 | "Royals"         | 베스트 송                      | 후보 | [ 74 ] |
| 2014 | "Team"           | 베스트 송                      | 후보 | [ 74 ] |
| 2014 | "Tennis Court"   | 베스트 송                      | 후보 | [ 74 ] |
| 2014 | "The Love Club"  | 베스트 송                      | 후보 | [ 74 ] |
| 2014 | The Love Club EP | 베스트 앨범                    | 후보 | [ 74 ] |
| 2014 | Pure Heroine     | 베스트 앨범                    | 후보 | [ 74 ] |
| 2014 | "Royals"         | 베스트 비디오                  | 후보 | [ 74 ] |
| 2014 | "Team"           | 베스트 비디오                  | 후보 | [ 74 ] |
| 2014 | "Tennis Court"   | 베스트 비디오                  | 후보 | [ 74 ] |